# Apatrobus echigonus
Apatrobus echigonus is een keversoort uit de familie van de loopkevers (Carabidae). De wetenschappelijke naam van de soort is voor het eerst geldig gepubliceerd in 1962 door Habu & Baba.